# Konungariket Finland

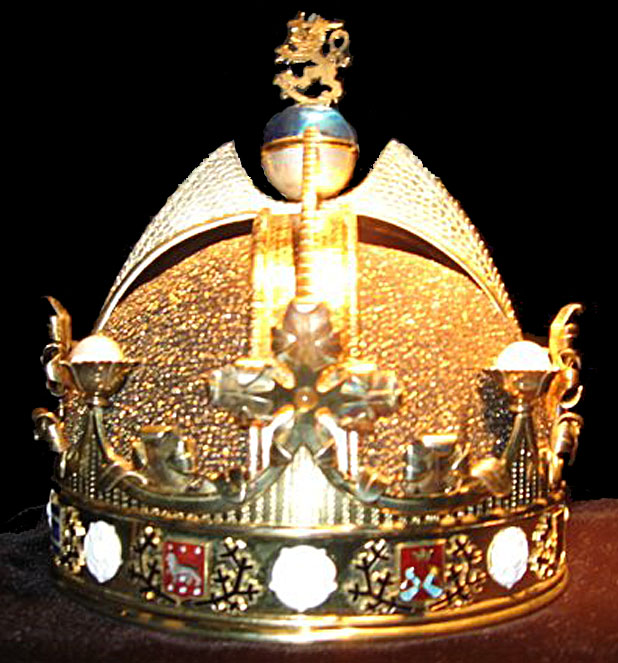
Den finländska kungakronan.

Konungariket Finland (finska: Suomen kuningaskunta) var ett försök att göra Finland till monarki efter inbördeskriget 1918. Fredrik Karl av Hessen valdes till kung den 9 oktober 1918, men han tillträdde aldrig utan meddelade i december samma år att han avstår från kronan. I stället blev Finland republik i juli 1919, såsom det var planerat vid självständighetsförklaringen i december 1917.

## Bakgrund
I Finlands självständighetsförklaring 1917 hade man förklarat att landet avsågs bli en republik och arbetet på en ny konstitution hade påbörjats. Efter inbördeskriget 1918 hade läget ändrats, då de flesta socialistiska riksdagsmän fängslats eller flytt och en del tidigare republikaner ansåg att en tysk kung kunde ge Finland det stöd landet behövde. Detta ledde till en tillfällig majoritet för monarkisterna. Också språkpolitiska överväganden spelade in. Majoriteten var dock inte tillräckligt stor för att godkänna en ny konstitution i brådskande ordning, utan den monarkistiska konstitutionen lämnades vilande över nyval. Då beslöt monarkisterna att utnyttja bestämmelserna om kungaval i 1734 års lag, som fortfarande kunde anses gälla, även om kungavalets lagenlighet i allmänhet ifrågasattes.

## Regentnamn och titlar

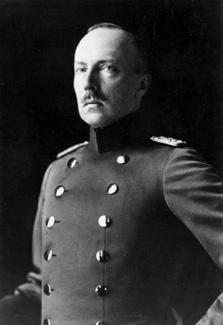
Friedrich Karl

Kungens fullständiga titel föreslogs vara Konung av Finland och Karelen, Hertig av Åland, Storhertig av Lappland, Herre över Kaleva och Pohjola, på finska Suomen ja Karjalan kuningas, Ahvenanmaan herttua, Lapinmaan suuriruhtinas, Kalevan ja Pohjolan isäntä.
I samtida officiella finska dokument kallas han Fredrik Kaarle, och det hade förmodligen blivit hans namn som kung. Det finns även påståenden att han hade för avsikt att anta kunganamnet, Väinö Ensimmäinen, Väinö den första, en uppgift som nämns i senare tid men kan ha varit en satirikers verk.

## Efterspel
Innan den nyvalda kungen hann tillträda så hade Tyskland förlorat Första världskriget och Fredrik Karl tackade nej till utnämningen den 14 december 1918. En ny konstitution, som istället hade stark presidentmakt, godkändes 1919 av den riksdag som valts samma år. Friedrich Karl kom aldrig att besöka Finland. Den finska regeringen skickade en krans till hans begravning 1940. Sonen Wolfgang (1896-1989) tjänstgjorde som underrättelseofficer i Lappland under fortsättningskriget och dekorerades med Frihetskorset då han skulle återvända till hemlandet 1943.